# 59 av. J.-C.
Cette page concerne l'année 59 av. J.-C. du calendrier julien proleptique.

## Événements
- 5 novembre 60 av. J.-C. (1er janvier 695 du calendrier romain) : début à Rome du consulat de Caius Julius Caesar et Marcus Calpurnius Bibulus[1].
  - Début de la publication régulière des débats du sénat (Acta Senatus), désormais inscrits dans l’Acta Diurna (journal) à Rome[2].
- Mars : Lex Julia agraria, proposée par Jules César, pour établir les vétérans de Pompée comme colons à Capoue[3].
  - Jules César effectue une réforme agraire, qui lui permet de gagner les faveurs du peuple. Il tente de se concilier le Sénat en lui présentant son projet, mais devant l’obstruction de Caton, qui fait un discours qui dure une journée entière, il le jette en prison pendant la séance. Le Sénat se lève d’un seul mouvement et sort avec Caton. César présente alors son projet devant les Comices, et l’obstruction continue. Bibulus, collègue de César au consulat, et trois tribus de son parti font opposition, sous le prétexte d’attendre des présages favorables. César, qui veut en finir, fixe le jour du vote. Bibulus, qui harangue le peuple du haut des escaliers du temple de Castor, est jeté à bas et la loi passe. Seul maître de Rome par la retraite volontaire de Bibulus, César a les mains libres. À son inspiration, le tribun de la plèbe Publius Vatinius lui fait concéder par plébiscite les provinces de Gaule cisalpine et d’Illyrie avec une armée de trois légions et pour cinq ans. Sous la pression, le Sénat y ajoute la Gaule transalpine avec une quatrième légion, mais seulement pour un an[4].
- Avril : Jules César épouse Calpurnia Pisonis, fille de Calpurnius Pison. Pompée épouse Julia, fille de César[5].
- 28 avril-7 mai : célébration des Jeux floraux (ludi florales) à Rome[6]. Fondation de Florence (Florentia), colonie destinée aux vétérans de l’armée, à cette occasion[7].
- 10 décembre : Clodius Pulcher est élu tribun de la plèbe[8].

- Lex Clodia de Cypro, présentée par Clodius Pulcher à la fin de l’année. Chypre devient une province romaine rattachée à la Cilicie. Elle est annexée en 58 av. J.-C.[9].
- Ptolémée XII Aulète reçoit le titre prestigieux, et politiquement utile, « d’ami et allié du peuple romain » de la part du Sénat romain, avec l’appui du triumvirat formé par César, Crassus et Pompée. En retour, Ptolémée paie à Jules César, auteur de la proposition, la somme fabuleuse de 6 000 talents[9].
- Début du règne de Malichos Ier, roi de Nabatène (fin en 30 av. J.-C.)[10].

- La frontière nord entre la Gaule cisalpine et l’Italie, placée sur l’Aesis à la fin de la deuxième guerre punique, est désormais fixée sur le fleuve Rubicon[11].

## Naissances en 59 av. J.-C.
- Ptolémée XIV Philopator II, roi d’Égypte.
- Tite-Live, historien romain.

## Décès en 59 av. J.-C.
- Caius Octavius, gouverneur et sénateur romain, père d'Auguste et Octavia Thurina Minor.